# Армия (баскетбольный клуб)
«Армия» Тбилиси (საკალათბურთო კლუბი არმია) — баскетбольный клуб из города Тбилиси, также именовался как Армейский баскетбольный клуб (АСК) в советское время СКА Тбилиси.

## История
Коллектив выиграл чемпионат СССР в 1944, 1946 годах. В следующих сезонах команда потеряла авторитет, после того, как на вершину вступили другие армейские коллективы из Москвы и Риги.
После распада СССР клуб вернулся в высшую лигу Грузии в 1996 году, через три года он был расформирован, но в 2010 году восстановлен.

## Эмблема

## Достижения
- Чемпион Грузии: 2011, 2012
- Чемпион СССР: 1944, 1946
- 2 место в Чемпионате СССР: 1945

## Сезоны
| Сезон   | Лига      | Уровень | Рег. Чемп. | Плей-Офф  | Еврокубки             |
| ------- | --------- | ------- | ---------- | --------- | --------------------- |
| 2012-13 | Суперлига | 1       | 4          | Полуфинал | Гр.этап Еврочелленджа |